# ستيف غراي
ستيف غراي (بالإنجليزية: Steve Gray)‏ هو مهندس أمريكي، ولد في 11 أغسطس 1956 في روما في الولايات المتحدة.